# امشب کنار غزل‌های من بخواب
امشب کنار غزل‌های من بخواب یک آلبوم استودیویی با صدای همایون شجریان است.

## مشخصات آلبوم
این آلبوم در دو لوح فشرده شامل ۱۶ قطعه موسیقی با صدای همایون شجریان است. آلبوم در استودیو صبا از سال ۱۳۹۰ تا ۱۳۹۵ ضبط گردیده و در آبان ۱۳۹۶ توسط آوای باربد و هنر اول پخش شد. این آلبوم در روز اول انتشار خود بیشترین میزان فروش و دانلود قانونی در سال ۱۳۹۶ را در وبسایت بیپ تونز از آن خود کرد.

## عوامل تولید
- خواننده: همایون شجریان
- آهنگساز: فردین خلعتبری
- اشعار: افشین یداللهی
- میکس و مسترینگ: کاوه عابدین

### نوازندگان
- ویولن

پدرام فریوسفی، پانیذ فریوسفی
- ویولا

پریسا پیرزاده
- ویولن‌سل

آتنا اشتیاقی
- دوتار

کاوه صالحی
- سنتور

مهیار طریحی
- تنبک

آیین مشکاتیان
- رهبر

بهنام ابوالقاسم

## فهرست آهنگ‌ها
- هجوم خاطره ۴:۳۸
- پل خواب ۵:۱۵
- تار موی پریشان ۴:۲۵
- سکوت بین دو حرف این گل شب بو ۵:۳۸
- زیر سقف خیال ۳:۴۷
- تاکر ۶:۰۳
- اقرار پشت اقرار ۵:۳۴
- بید ۵:۲۲
- آغوش خالی ۴:۱۵
- قرار ۶:۰۵
- با تو غزل به سادگی حرف می‌شود ۳:۳۶
- پیچ بن ۴:۵۳
- بانو ۴:۳۸
- امشب کنار غزل‌های من بخواب ۳:۱۸
- آخرین شعاع آفتاب زمستانی ۵:۳۷
- حوا ۵:۰۴